# 尼亞馬塔
02°12′18″S 30°08′42″E / 2.20500°S 30.14500°E

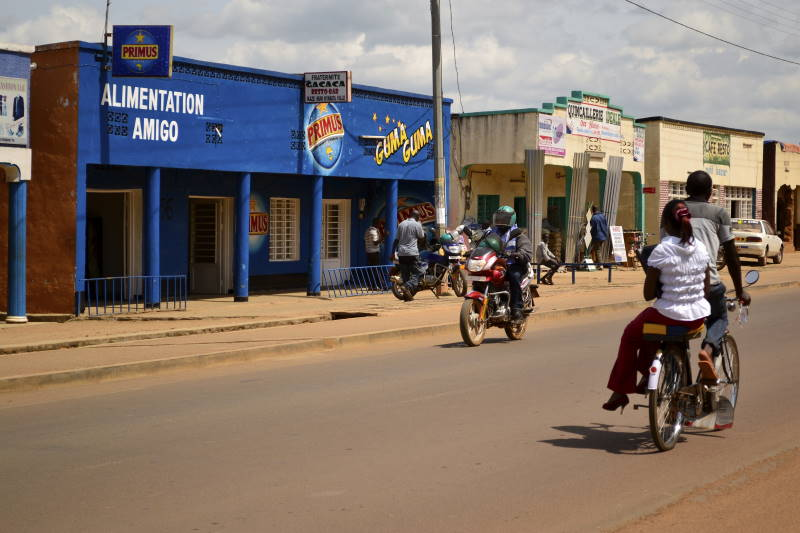
Nyamata, Rwanda

尼亞馬塔（Nyamata），是盧旺達的城鎮，位於該國東部，由東部省負責管轄，是布格塞拉縣的首府，面積95平方公里，海拔高度1,340米，2012年人口34,922，人口密度每平方公里370人。